# مارلو (فیلم ۲۰۲۲)
مارلو (به انگلیسی: Marlowe) یک فیلم هیجان‌انگیز نئو-نوآر به نویسندگی ویلیام موناهان و کارگردانی نیل جردن است. این فیلم بر پایهٔ رمان بلوند چشم‌سیاه اثر جان بنویل از ۲۰۱۴ ساخته شده‌است و لیام نیسون در نقش فیلیپ مارلو، شخصیتی خیالی که توسط ریموند چندلر خلق شده‌است، بازی می‌کند. در این فیلم دایان کروگر، جسیکا لنگ، آدواله آکینویه آگباجه، الن کامینگ، دنی هوستون، ایان هارت، کالم مینی، دانیلا ملچیور و فرانسوا آرنو نیز ایفای نقش کرده‌اند.
مارلو در ۲۴ سپتامبر ۲۰۲۲ در هفتادمین جشنواره بین‌المللی فیلم سن‌سباستین نمایش داده شد.

## طرح داستان
فیلیپ مارلو، یک کارآگاه خصوصی، در دهه ۱۹۵۰ استخدام می‌شود تا معشوق سابق یک (زن) وارث مسحور کننده را پیدا کند. مارلو که در ابتدا این پرونده را ساده تصور می‌کرد، به زودی خود را در زیر صنعت فیلم هالیوود پیدا می‌کند و ناخواسته درگیر آتش متقابل یک بازیگر افسانه‌ای هالیوود و دختر خرابکار و جاه‌طلبش می‌شود.

## بازیگران
- لیام نیسون در نقش فیلیپ مارلو
- دیانه کروگر در نقش کلر کاوندیش
- جسیکا لنگ در نقش دوروتی کاوندیش
- آدواله آکینویه آگباجه در نقش سدریک
- الن کامینگ در نقش لو هندریکس
- دنی هوستون در نقش فلوید هانسون
- ایان هارت در نقش جو گرین
- کالم مینی در نقش برنی اوهلز
- دانیلا ملچیور در نقش لین پترسون
- فرانسوا آرنو در نقش نیکو پترسون

## تولید
در ۳۱ مارس ۲۰۱۷، اعلام شد که لیام نیسون در نقش فیلیپ مارلو، یک شخصیت خیالی خلق شده توسط ریموند چندلر، در فیلمی پلیسی بر اساس رمان ۲۰۱۴ بلوند چشم‌سیاه از جان بانویل نویسنده ایرلندی، با فیلمنامه‌ای اقتباس شده توسط ویلیام موناهان، ظاهر خواهد شد. نیل جردن در ژوئن ۲۰۲۱ برای کارگردانی قرارداد امضا کرد. عکاسی اصلی تا نوامبر ۲۰۲۱ در مکان‌هایی در اسپانیا و ایرلند آغاز شد. در ۴ نوامبر ۲۰۲۱، نیسون هنگام فیلمبرداری در بارسلونا دیده شد. در نوامبر ۲۰۲۱، گزارش شد که دیانه کروگر، جسیکا لنگ، آدواله آکینویه آگباجه، الن کامینگ، دنی هوستون، دنی هوستون، کالم مینی، دانیلا ملچیور و فرانسوا آرنو نیز در این فیلم بازی خواهند کرد.

## انتشار
مارلو نخستین نمایش جهانی خود را در سپتامبر ۲۰۲۲ به عنوان فیلم پایانی هفتادمین جشنواره بین‌المللی فیلم سن سباستین انجام داد. این فیلم قرار بود در ۲ دسامبر ۲۰۲۲ توسط اوپن رود فیلمز در سینماهای ایالات متحده اکران شود اما تاریخ انتشار آن به ۳ فوریه ۲۰۲۳ انتقال داده شد.